# Cathorops mapale
Cathorops mapale, conocido como mapalé o chivo mapalé, es una especie de pez de la familia Ariidae en el orden de los Siluriformes.

## Morfología
Los machos pueden llegar alcanzar los 30,6 cm de longitud total. El cuerpo es alargado. La cabeza es moderadamente aplanada en el dorso, con escudo óseo cefálico en el área epioccipital, rugoso, granular atrás. Desde arriba la cabeza se ve redondeada. Presenta una ranura medial en la cima de la cabeza larga y profunda, que se extiende posteriormente casi hasta la quilla supraoccipital. Tiene dos pares de narinas, cercanas entre sí. También presenta tres pares de barbillas, en el mentón y ambas mandíbulas. Los dientes son pequeños y posee varios en el paladar. Las aberturas branquiales están restringidas a los costados por adhesión de las membranas branquiales al pecho. Branquiespinas bien desarrolladas. Espina dorsal más larga que la espina pectoral; aleta caudal ahorquillada; tiene aleta anal. El cuerpo presenta coloración blanca o plateada a parduzca.

## Hábitat
Tropical, de aguas dulces, salobres y también de las aguas saladas de las lagunas costeras y los litorales. Demersal, se encuentra entre 1 y 20 m de profundidad.

## Distribución geográfica
Se encuentran en el noroeste de Sudamérica: Colombia, desde el golfo de Urabá hasta la Ciénaga Grande de Santa Marta.